# アマンドラ・ステンバーグ
アマンドラ・ステンバーグ（Amandla Stenberg, 1998年10月23日 - ）は、アメリカ合衆国の俳優、フェミニスト。

## 来歴・人物
ロサンゼルス出身。父親はデンマーク人、母親はアフリカ系アメリカ人。
2011年、映画『コロンビアーナ』でゾーイ・サルダナ扮する主人公の少女時代を演じてデビュー。2012年、映画『ハンガー・ゲーム』で大きな注目を集める。
女優のほかフェミニズム活動家としても知られ、フェミニズムを推進する「ミズ・ファウンデーション・フォー・ウーマン」と雑誌『コスモポリタン』がオンラインでの投票をもとに選ぶ「フェミニスト・セレブ・オブ・ザ・イヤー」2015年の第1位をローワン・ブランチャードと共に獲得した。特に、インターセクショナル・フェミニストを自認している。
アフリカにある架空の国（ワカンダ）の王を描いたヒーロー映画『ブラックパンサー』のシュリの役にオーディションで選ばれたが、自身がアフリカ系アメリカ人と白人の親を持つバイレイシャルであることや、肌の色が淡い事を理由に辞退した。アフリカ出身者の役には自分より適任者がいると感じたと語った。
ステンバーグはノンバイナリーである事を公表しており、代名詞としては中性代名詞である"They/Them"と女性代名詞"She/Her"を両方使用している。以前はバイセクシャルおよびパンセクシャルであると公言していたが、2018年に自身がレズビアンであることをカミングアウトした。現在、シンガーソングライターのキング・プリンセスと交際している。

## 主な出演作品

### 映画
| 公開年 | 邦題 原題                                                                         | 役名                            | 備考                                |
| ------ | --------------------------------------------------------------------------------- | ------------------------------- | ----------------------------------- |
| 2011   | コロンビアーナ Colombiana                                                         | 幼少期のカトレア                |                                     |
| 2012   | ハンガー・ゲーム The Hunger Games                                                 | ルー                            |                                     |
| 2014   | ブルー2 トロピカル・アドベンチャー Rio 2                                          | ビア                            | アニメ映画、声の出演 日本劇場未公開 |
| 2017   | エブリシング Everything, Everything                                               | マディ・ホイッター              |                                     |
| 2018   | ダーケスト・マインド The Darkest Minds                                            | ルビー・デイリー                | 日本劇場未公開                      |
| 2018   | ヘイト・ユー・ギブ The Hate U Give                                                | スター・カーター                | 日本劇場未公開                      |
| 2018   | 16歳、戦火の恋 Where Hands Touch                                                  | レイナ                          | 日本劇場未公開                      |
| 2021   | ディア・エヴァン・ハンセン Dear Evan Hansen                                       | アラナ・ベック                  |                                     |
| 2022   | BODIES BODIES BODIES/ボディーズ・ボディーズ・ボディーズ Bodies Bodies Bodies      | ソフィー                        | 兼製作総指揮 日本劇場未公開         |
| 2023   | マイ アニマル My Animal                                                           | ジョニン                        | 兼製作総指揮 日本劇場未公開         |
| 2023   | スパイダーマン:アクロス・ザ・スパイダーバース Spider-Man: Across the Spider-Verse | マーゴ・ケス / スパイダーバイト | 声の出演                            |
| 2023   | Ozi: Voice of the Forest                                                          | Ozi                             | 声の出演                            |
| 2026   | Wildwood                                                                          |                                 | 声の出演 インプロダクション         |

### テレビドラマ
| 放映年    | 邦題 原題                                          | 役名                      | 備考                   |
| --------- | -------------------------------------------------- | ------------------------- | ---------------------- |
| 2013-2014 | スリーピー・ホロウ Sleepy Hollow                   | メイシー・アーヴィング    | 計4話出演              |
| 2017      | ネオ・ヨキオ Neo Yokio                             | ヘレニスト                | テレビアニメ、声の出演 |
| 2020      | ジ・エディ The Eddy                                | ジュリー                  | 主演、計8話出演        |
| 2024      | スター・ウォーズ:アコライト Star Wars: The Acolyte | オーシャ / メイ・アニセヤ | Disney+配信ドラマ      |